# Nuevo Alto
Nuevo Alto è una grande casa (tipologia di pueblo) della cultura Anasazi ed un importante sito archeologico situato nel Chaco Canyon, nel Nuovo Messico. Si trova sulla stessa mesa, a circa 160 m di distanza, da Pueblo Alto, altra grande casa del sito archeologico del parco nazionale storico della cultura Chaco. La mesa sulla quale si trovano le strutture è immediatamente a nord del noto Pueblo Bonito. Si ritiene che Nuevo Alto sia stato eretto alla fine del XII secolo, un periodo in cui la civiltà Chaco era in declino. Faceva parte di un nuovo ciclo di costruzioni iniziato dal 1080, caratterizzato da grandi case più compatte e con uno stile architettonico differente rispetto ai precedenti complessi. Nessuna delle vecchie strade Chaco portava a Nuevo Alto.